# Hans Rieder
Hans Rieder (* 9. November 1940 in Maishofen; † 18. Dezember 2013 in Zell am See) war ein österreichischer Politiker (ÖVP) und Unternehmer. Rieder war Abgeordneter zum Nationalrat, Bürgermeister und Ehrenbürger von Maishofen.

## Leben
Hans Rieder besuchte nach der Pflichtschule die Handelsschule und trat 1955 in den Dienst des Rinderzuchtverbands Maishofen. Ab 1959 war er in einer Baufirma tätig, ab 1960 im Betonwerk Rieder. Rieder baute das Werk auf und übernahm es 1990 als geschäftsführender Gesellschafter. Ihm wurde 1997 der Berufstitel Kommerzialrat verliehen. Ab 2003 übergab die Agenden an seinen Sohn Wolfgang Rieder.
Hans Rieder war verheiratet mit Christine Rieder und hat drei Kinder und zehn Enkel. 
Politisch war Rieder in der Lokalpolitik aktiv und wirkte von 1969 bis 1974 als Gemeindevertreter in Maishofen. Danach war er zwischen 1979 und 1983 Mitglied des Gemeinderates und übte zwischen 1983 und 1990 das Amt des Bürgermeisters von Maishofen aus. Rieder wirkte zudem ab 1977 als Parteiobmann der ÖVP Maishofen und war Mitglied der Landesinnung des Bauhilfsgewerbes von Salzburg. Des Weiteren hatte er das Amt des Obmann-Stellvertreters des Österreichischen Wirtschaftsbundes Pinzgau inne und war ab 1991 auch Obmann-Stellvertreter des Österreichischen Wirtschaftsbundes Salzburg. Rieder vertrat die ÖVP vom 5. November 1990 bis zum 9. November 1993 im Nationalrat. Weiters war er kurze Zeit Vize-Bürgermeister in Zell am See und war maßgeblicher Wegbereiter der politischen Wende in der Bergstadt. Hans Rieder war auch Ehrenbürger der Gemeinde Maishofen. 
Viele kleine und große Erfolge konnte er durch seine Konsequenz und Beharrlichkeit für die Region und Maishofen erreichen, besonders seien die Umfahrungen Zell am See, Kirchham und der Kirchenneubau in Maishofen erwähnt.
Hans Rieder verstarb am 18. Dezember 2013 an einem Krebsleiden. Unter großer Anteilnahme der Bevölkerung wurde Hans Rieder am 21. Dezember 2013 verabschiedet und liegt am Friedhof in Maishofen begraben.